# Artabotrys kinabaluensis
Artabotrys kinabaluensis är en kirimojaväxtart som beskrevs av Ian Mark Turner. Artabotrys kinabaluensis ingår i släktet Artabotrys och familjen kirimojaväxter. Inga underarter finns listade i Catalogue of Life.